# Os Comancheros
Os Comancheros (The Comancheros) é um filme de faroeste estado-unidense de  1961, dirigido por Michael Curtiz. O roteiro é baseado em romance de Paul I. Wellman, publicado em 1952.
No episódio nº 42 da segunda temporada de Bonanza, The Last Viking, transmitido pela primeira vez em 12/11/60, o ator convidado Neville Brand interpreta um líder dos Comancheros, de aparência nórdica mas com roupas mexicanas, similar ao personagem de Lee Marvin no filme.

## Sinopse
A história se passa em 1843 e é sobre um ranger, o capitão Jake Cutter, seu prisioneiro Paul Regret  e um grupo de Comancheros, fornecedores de armas para índios Comanche.

## Elenco
- John Wayne  ....  Capitão Jake Cutter
- Stuart Whitman  ....  Paul Regret
- Ina Balin  ....  Pilar Graile
- Nehemiah Persoff   ....  Graile
- Lee Marvin  ....  Tully Crow
- Edgar Buchanan .... Juiz Thaddeus Jackson Breen
- Michael Ansara .... Amelung